# Acarospora rugulosa
Acarospora rugulosa är en lavart som beskrevs av Gustav Wilhelm Körber. Acarospora rugulosa ingår i släktet spricklavar, och familjen Acarosporaceae. Enligt den finländska rödlistan är arten nära hotad i Finland. Arten är reproducerande i Sverige. Artens livsmiljö är klippor (inklusive flyttblock).